# سامانه اطلاعات سازمانی
سامانه اطلاعات سازمانی (به انگلیسی: Enterprise Information System) یا به اختصار که (EIS) نام دارد هر نوع سامانه اطلاعاتی است که عملکردهای فرایندهای تجاری شرکت را با یکپارچه سازی بهبود‌ می‌بخشد. این به معنای معمول ارائه خدمات با کیفیت بالا، برخورد با حجم زیادی از داده‌ها و توانایی پشتیبانی از یک سازمان یا شرکت بزرگ و احتمالاً پیچیده است . EIS باید بتواند توسط تمام بخش‌ها و تمام سطوح یک شرکت مورد استفاده قرار گیرد.
کلمه Enterprise‌ می‌تواند مفاهیم مختلفی داشته باشد. غالباً این اصطلاح فقط برای اشاره به سازمان‌های بسیار بزرگی مانند شرکت‌های چند ملیتی یا سازمان‌های بخش دولتی استفاده‌ می‌شود. با این حال ، این اصطلاح ممکن است تقریباً به معنای هر چیزی باشد، به این دلیل که تبدیل به یک لغت حرف زدن برای شرکت‌ها شده است.

## هدف
سامانه‌های اطلاعاتی سازمانی یک بستر فناوری ارائه‌ می‌دهند که سازمان‌ها را قادر‌ می‌سازد تا فرایندهای تجاری خود را بر اساس بنیادی قوی ادغام و هماهنگ کنند. در حال حاضر از EIS همراه با مدیریت ارتباط با مشتری و مدیریت زنجیره تأمین برای اتوماسیون فرایندهای تجاری استفاده‌ می‌شود. یک سامانه اطلاعاتی سازمانی یک سامانه واحد را در اختیار سازمان قرار‌ می‌دهد که اطمینان حاصل‌ می‌کند اطلاعات در تمام سطوح عملکردی و سلسله مراتب مدیریت به اشتراک گذاشته‌ می‌شوند.
می توان از EIS برای افزایش بهره وری مشاغل و کاهش چرخه‌های خدمات ، چرخه‌های توسعه محصول و چرخه‌های عمر بازاریابی استفاده کرد. این ممکن است برای ادغام برنامه‌های موجود استفاده شود. از دیگر نتایج‌ می‌توان به بهره وری عملیاتی بالاتر و صرفه جویی در هزینه اشاره کرد.
ارزش مالی معمولاً نتیجه مستقیمی از اجرای سامانه اطلاعات شرکت نیست. 

## مرحله طراحی
در مرحله طراحی ، ویژگی اصلی ارزیابی کارایی EIS ، احتمال تحویل به موقع پیام‌های مختلف از جمله دستور ، سرویس و غیره است. 

## سامانه‌های اطلاعاتی
سامانه‌های سازمانی یک ساختار داده استاندارد ایجاد‌ می‌کنند و در از بین بردن مشکل تکه تکه شدن اطلاعات ناشی از چندین سامانه اطلاعاتی در داخل سازمان بسیار ارزشمند هستند. EIS خود را از سامانه‌های قدیمی متمایز‌ می‌کند به این دلیل که خود معامله‌ می‌شود ، به خود کمک‌ می‌کند و با شرایط عمومی و تخصصی سازگار است. برخلاف یک سامانه اطلاعاتی سازمانی ، سامانه‌های قدیمی فقط به ارتباطات کل بخش محدود‌ می‌شوند.
یک سامانه اطلاعاتی معمولی سازمانی در یک یا چند مرکز داده قرار دارد، نرم‌افزار سازمانی را اجرا‌ می‌کند و‌ می‌تواند شامل برنامه‌هایی باشد که معمولاً از مرزهای سازمانی عبور‌ می‌کنند مانند سامانه‌های مدیریت محتوا .

## توابع سامانه اطلاعات سازمانی (EIS)
سامانه‌های اطلاعاتی سازمانی دارای عملکردهای عملیاتی (پردازش تراکنش) و اطلاعاتی (ذخیره‌سازی، بازیابی و گزارش‌دهی اطلاعات) هستند.
- اهداف عملیاتی متمرکز بر کارایی هستند. هنگامی که به خوبی انجام شود ، سامانه‌های اطلاعاتی سازمانی باعث‌ می‌شوند که افراد بتوانند کار خود را به موقع و دقیق به راحتی انجام دهند. آنها همچنین این دانشگاه را قادر‌ می‌سازند تا عملکرد خود را استاندارد و ساده کند. در مقابل ، سامانه‌های سازمانی با کیفیت پایین‌ می‌توانند در واقع بارهای کاری را افزایش دهند ، منجر به ناامیدی در افرادی شوند که از آنها استفاده‌ می‌کنند و باعث ایجاد اختلال در هزینه‌های عملیاتی‌ می‌شوند.
- اهداف اطلاعاتی سامانه‌های سازمانی بر اثربخشی متمرکز است. داده‌های سازمانی باید به راحتی در شکلی در دسترس تصمیم گیرندگان قرار بگیرند که داده‌ها را با زمینه سازگار کند. کیفیت اطلاعات از مقدار داده مهمتر است.